# Veias linguais
As veias linguais começam no dorso, lados e superfície inferior da língua, e, passando por trás junto do trajeto da artéria lingual, termina na veia jugular interna.
A veia comitante do nervo hipoglosso (veia 'ranine'), um ramo de tamanho considerável, começa abaixo da ponta da língua, e pode se unir à veia lingual; geralmente, entretanto, ela passa por trás do hioglosso, e se une à comum da face.